# Pandémie de Covid-19 en Turquie
- 1 à 9
- 10 à 99
- 100 à 499
- 500 à 999
- 1000 à 9999
- ≥10000

La pandémie de Covid-19 en Turquie démarre officiellement le 11 mars 2020. À la date du 5 novembre 2022, le bilan est de 101 203 morts.
Le bilan serait cependant sous-estimé, et sous-évalué, de l'aveu même de nombreux responsables politiques Turcs, qui estiment par exemple que le taux de mortalité du covid 19 en Turquie serait similaire à celui de nombreux pays européens, dont la Grèce, et ce taux serait de 0,2 % fin Janvier 2021, contrairement au taux officiel affiché par l'état Turc, qui serait de l'ordre de 0,1 % . Ce taux serait donc proche de celui de la Grèce, qui affiche 0,2 % de décès du Covid, mais plus bas que les bilans de la Bosnie-Herzégovine, et de la Hongrie, qui affichent au moins 0,4 % de décès du Covid, fin Janvier 2022. Aussi, au Moyen-Orient, le taux de décès du Covid 19 en Turquie serait beaucoup plus bas que celui observé en Iran.

## Bilan humain
Chaque soir, le ministère turc de la Santé publie le nombre de tests effectués, de cas confirmés, de cas en réanimation, de cas en intubation et de cas décédés. À la mi-avril 2020, la Turquie est le pays du Moyen-Orient qui a présenté le plus grand nombre de cas de Covid-19. 
Au 14 mai 2020, plus de 4 000 morts sont officiellement recensés.

En décembre 2021, selon l'AFP, environ 80.000 personnes sont décédées en Turquie des suites du Covid-19.

## Mesures sanitaires
Dans les aéroports, des contrôles thermiques ont été mis en place pour détecter les éventuels infectés et les vols internationaux ont été suspendus assez rapidement notamment en provenance d'Iran, un pays voisin qui compte de nombreux cas,.
Les écoles, collèges, lycées et universités ont été fermés ; l'enseignement se poursuivant à distance.
Dans un premier temps autorisées à huis clos, les compétitions sportives ont été reportées. Les lieux de culte ont été partiellement fermés ainsi que les bars, les discothèques et plusieurs autres lieux de rassemblement.
Les personnes ayant au moins soixante-cinq ans ou celles qui ont une maladie chronique ne sont pas autorisées à sortir de chez eux tandis que les autres y sont invités,,.
L'eau de Cologne a été massivement utilisée par les Turcs comme désinfectant.
La Turquie va produire ses propres appareils d'assistance respiratoire à travers un groupement de compagnies appelé BİOSYS,.
Le 30 mars 2020, le président turc lance une campagne nationale de collecte de dons. Par ailleurs, il annonce qu'un nouvel hôpital de ville a été ouvert à Istanbul avec une capacité de six cents lits. Il ajoute qu'au total plus de 24 millions de masques chirurgicaux, 3 millions de masques N95, 1 million de tenues et 181 000 lunettes de protection ont été distribués.
La situation des réfugiés syriens en Turquie interpelle les associations humanitaires. Près d'un quart de ceux vivant en ville et plus de la moitié de ceux vivant en campagne n'ont accès ni à un hôpital ni à un dispensaire de santé primaire. Environ la moitié des réfugiés vivent en dessous du seuil de pauvreté ; entassés dans des espaces réduits, avec des taux élevés de comorbidités et, pour une personne sur cinq, sans accès à l'eau potable, ils constituent une population particulièrement vulnérable.

### Masques
La vente de masques est interdite et leur exportation est soumise à une autorisation des autorités,. Rendus obligatoires dans les lieux de rassemblement tels que les marchés et les supermarchés, les masques sont distribués gratuitement par les services de l'État. Ainsi, via une inscription en ligne, la poste envoie sans frais 5 masques par personne — à l'exception des moins de 20 ans et des plus de 65 ans puisqu'ils sont obligatoirement confinés chez eux — et ce chaque semaine,.

### Tests
Environ 100 000 tests sont effectués quotidiennement.
Le 24 septembre 2020, au total, 9 721 687 tests ont été réalisés dans tout le pays.

## Traitement

### Médicaments
La Turquie utilise principalement l'hydroxychloroquine, l'azithromycine et le favipiravir. L'hydroxychloroquine, combiné à l'azithromycine, est donné à toutes les personnes testées positivement au virus. Si le patient manifeste des troubles respiratoires, le favipiravir est utilisé. Selon les autorités turques, cette combinaison permet de limiter le nombre de cas en réanimation. Par ailleurs, le plasma thérapeutique ainsi que la médecine hyperbare sont également utilisés,,.
Un laboratoire turc a d'ailleurs entrepris de fabriquer un médicament générique à base sulfate d'hydroxychloroquine, pour traiter les symptômes liés au Covid-19.

### Vaccins
Selon les données du ministère turc de la Santé, 82,6% de la population adulte de plus de 18 ans a reçu au moins deux doses de vaccins.
En décembre 2021, La Turquie autorise en urgence son vaccin à virus inactivé Turkovac développé par des chercheurs turcs. M. Erdogan a promis l’envoi de 15 millions de doses du vaccin en Afrique.

## Aides

Pays ayant reçu des fournitures médicales et de l'aide de la Turquie.

La Turquie a notamment envoyé des aides médicales (incluant des matériels de protections mais aussi des ventilateurs) à 150 pays et six organisations internationales pour lutter contre le covid-19.

## Cas notables
L'entraîneur de football Fatih Terim a été testé positif au nouveau coronavirus. Rüştü Reçber, ancien gardien de football, a aussi été testé positif tout comme le vice-président de Galatasaray, Abdurrahim Albayrak,.

## Répression
La police turque a annoncé l'arrestation au cours du mois de mars plus de 400 personnes accusées d'avoir fait de la « provocation » sur les réseaux sociaux en lien avec la pandémie. Les autorités turques traquent les personnes soupçonnées de propager des rumeurs sur le virus ou qui critiquent la gestion de l'épidémie par le gouvernement. Pour le mois d'avril, ce sont à nouveau plus de 400 personnes qui sont arrêtées.
Critiqué pour sa gestion de la crise, le gouvernement décide en juin de durcir la répression à l'égard de ses opposants. Le 9 juin, 414 personnes accusées d'avoir des liens avec le mouvement Gülen sont arrêtées, majoritairement des militaires. Plusieurs journalistes sont par ailleurs arrêtés et risquent dix-sept ans de prison pour avoir révélé des « secrets d’État ». La purge vise également les députés de l’opposition. Trois députés de gauche sont déchus de leur mandat et emprisonnés.

## Critiques
Certains experts ont critiqué la gestion de la crise par le gouvernement turc car ce dernier n'a pas déclaré un confinement général de la population comme en Chine, suggérant un simple confinement volontaire à l'exception des seniors et des personnes atteintes d'une maladie chronique probablement parce qu'il n'a pas la capacité économique pour supporter une telle mesure, et qu'il n'y a pas eu de tests massifs comme en Corée du Sud par exemple. Pour ceux-ci, la Turquie pourrait ainsi se rapprocher du bilan humain catastrophique de l'Italie si ces mesures nécessaires ne seront pas décidées à temps. Pour d'autres, il est déjà trop tard pour limiter la propagation du virus.